# Armigeres giveni
Armigeres giveni är en tvåvingeart som beskrevs av Edwards 1926. Armigeres giveni ingår i släktet Armigeres och familjen stickmyggor.
Artens utbredningsområde är Singapore. Inga underarter finns listade i Catalogue of Life.